# Tomáš Bárta (výtvarník)
Tomáš Bárta (* 22. února 1982 Brno) je český malíř a kreslíř.

## Život
Tomáš Bárta vyrůstal v Moravských Knínicích. V letech 2003–2009 vystudoval v malířském ateliéru Petra Kvíčaly na Fakultě výtvarných umění v Brně. První výstavu měl v roce 2007 v pražském alternativním prostoru A.M.180 v Praze. V roce 2011 získal cenu poroty Walter Koschatzky Art Prize ve Vídni a o rok později byl vybrán do finále Ceny kritiky za mladou malbu v Praze, na které získal druhou cenu. V roce 2012 se zúčastnil 6. Zlínského salónu mladých, o tři roky později přehlídky GEO EGO v Praze a Berlíně a v roce 2017 kolektivní výstavy Absolute Beginners v pražské galerii Svit. Svými pracemi je zastoupen ve sbírkách Národní galerie Praha a Mumok/Albertina ve Vídni nebo ve velké soukromé Sbírce Fait Gallery či obdobně rozsáhlé Sbírce Marek. Žije v Praze.

## Dílo

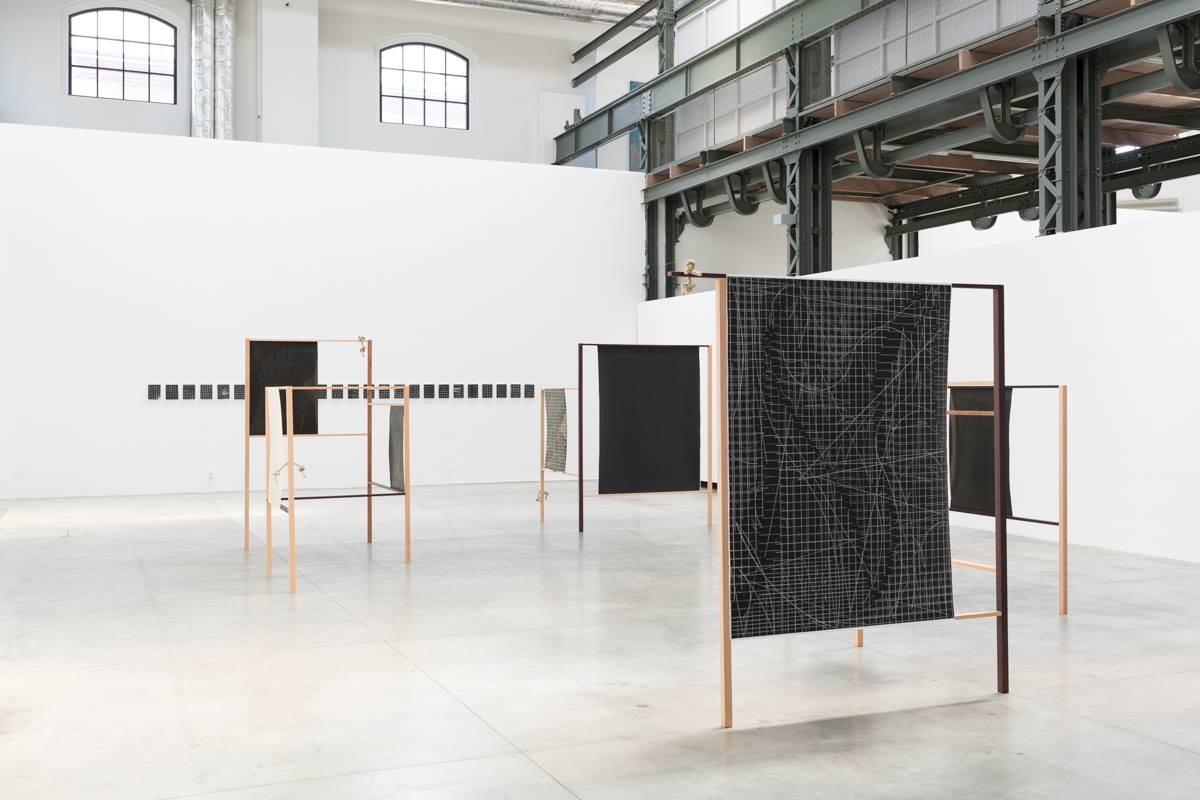
Výstava Vnější nastavení, Fait Gallery MEM, 2016

Podobně jako řada studentů a studentek ateliéru brněnského malíře Petra Kvíčaly se také Tomáš Bárta již na FaVU zaměřil na možnosti abstrahování konkrétních předobrazů. Vlastní spektrum inspiračních zdrojů našel v reziduích stavební činnosti, rozpadajících se architektonických strukturách, mimoděk vznikajících proto-architekturách a z naší pozornosti vyloučených míst. Tato problematika ho postupně přivedla k problematice obsahů kolektivní paměti a k „historiografickému obratu“, v rámci kterého je v současném umění opětovně prozkoumáván odkaz modernismu. Teoretik Jan Zálešák už v roce 2012 o tomto Bártově přístupu napsal, že „odráží především současnost a její eklektickou stylotvornost jako paradoxní proces směřování k originalitě“. Pro jeho práce – a zejména pro kresby – se stalo charakteristickým zahuštění obrazové plochy velkým množstvím prvků, „roztříštěnost formy, vrstvení struktur“ i kombinace geometrického a biomorfního tvarosloví. Třebaže v průběhu desátých let Bárta několikrát dospěl i k oproštěnějším obrazovým řešením, kdy se hlavním motivem stal jednotlivý obrazový znak (někdy upomínající na typografii pozdního modernismu), zůstala jádrem jeho malířské a kreslířské tvorby i nadále v podstatě konstruktivistická výstavba dynamických struktur či rastrů, u kterých akcentuje poruchy, jejich nestabilnost či nepřehlednost. Během této doby se tak Tomáš Bárta v rámci své generace zařadil k nemnoha českým výtvarným umělcům, kteří jazykem abstrakce postihují vazby mezi současností a nedávnou minulostí, rozklad stylové čistoty a obecnou zákonitost postupu od řádu k neuspořádanosti.

## Samostatné výstavy

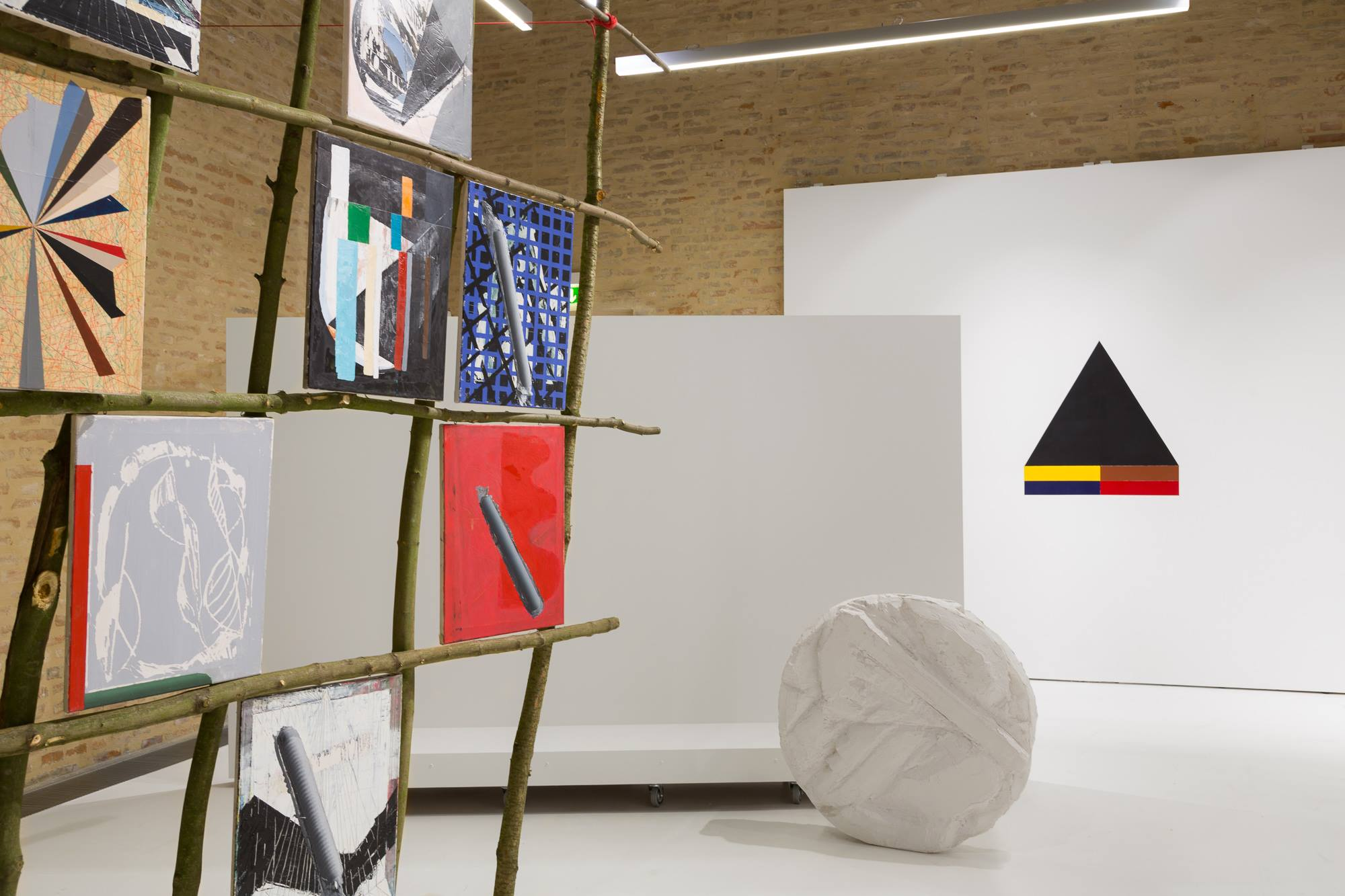
Výstava Things You Can't Delete, Fait Gallery MEM, 2013

- 2024 Přízrak v domě. Fait Gallery, Brno
- 2023 Síť. Galerie Pekelné sáně, Kroměříž (s Tomášem Roubalem)
- 2022 Zas a znova. HotDock Project Space, Bratislava (s Tomášem Roubalem)
- 2021 Ponk. Galerie SPZ, Praha
- 2020 Vrstva paměti. Sophistica Gallery, Praha
- 2019 Cvičení se stuhou. Galerie 35m2, Praha
- 2017 Plán sedimentu. Galerie NoD, Praha
- 2016 Vnější nastavení. Fait Gallery, Brno
- 2014 Things To Know Before You Get A Tatoo. Trapéz, Budapešť
- 2013 Things You Can´t Delete. Fait Gallery MEM, Brno
- 2013 Někdy, ve chvíli jakéhosi záblesku, se probudím a obrátím směr svého pádu. Galerie Dole, Ostrava
- 2012 Soft Core. Fait Gallery, Brno
- 2012 Forst. Galerie Chodovská tvrz, Praha
- 2011 Planterwald. Galerie OFF/FORMAT, Brno
- 2011 Kraft. Galerie Ferdinanda Baumanna, Praha
- 2010 Musíme víceméně. Galerie mladých, Brno (s Martinem Kohoutem)  Archivováno 24. 10. 2020 na Wayback Machine.
- 2008 11,55m2, 4,75m2, 80x120x80cm. Galerie Půda, Jihlava
- 2007 mamvasrad. Galerie A.M.180, Praha